# Canton d'Iracoubo
Canton d'Iracoubo är ett arrondissement i Franska Guyana (Frankrike). Det ligger i den norra delen av Franska Guyana, 110 km väster om huvudstaden Cayenne.